# Andrusw Araujo
Andrusw Alberto Araujo Araque (ur. 5 czerwca 2003 w Motatán) – wenezuelski piłkarz występujący na pozycji defensywnego pomocnika, od 2023 roku zawodnik Rayo Zuliano.